# Mappamondo (Sarah Toscano)
Mappamondo è un singolo della cantautrice italiana Sarah Toscano (accreditata come Sarah), pubblicato il 5 marzo 2024 come terzo estratto dal secondo EP Sarah.

## Descrizione
Il brano è scritto da Alex Andrea Vella, in arte Raige, Federica Abbate, Tony Maiello e Francesco Catitti, in arte Katoo, che ha anche curato la produzione con i Room9, gruppo musicale composto da Gabriel Rossi, in arte Kende, Lorenzo Santarelli e Marco Salvaderi.

## Promozione
Il brano è stato presentato in anteprima nel corso della ventitreesima edizione del talent show Amici di Maria De Filippi.

## Tracce
Testi e musiche di Alex Andrea Vella, Federica Abbate, Francesco Catitti e Tony Maiello.
1. Mappamondo – 2:48

## Formazione
- Sarah Toscano – voce
- Francesco "Katoo" Catitti – programmazione, produzione
- Gabriel "Kende" Rossi – programmazione, produzione
- Lorenzo Santarelli – programmazione, produzione
- Marco Salvaderi – programmazione, produzione